# Lightweight Imaging Device Interface Language
Die Lightweight Imaging Device Interface Language (kurz LIDIL) ist eine Druckersprache, die vor allem bei neueren HP-Druckern zu finden ist. Im Gegensatz zur Printer Control Language (PCL) wird die reine ASCII-Textausgabe nicht mehr unterstützt.
Da sie fast ausnahmslos in der sogenannten Billigklasse der Geräte verwendet wird, wird die Bezeichnung häufig falsch mit Schnittstellensprache für Bildbearbeitungsgeräte in Leichtbauweise übersetzt, wohl um auf die geringe zu erwartende Lebensdauer der Geräte anzuspielen.